# Jingzhou
För andra betydelser, se Jingzhou (olika betydelser).
Jingzhou, tidigare romaniserat Kingchow, är en stad på prefekturnivå i Hubeiprovinsen i Kina, belägen vid floden Yangtzes stränder. Den ligger omkring 180 kilometer väster om provinshuvudstaden Wuhan. Stadens namn betyder bokstavligen "törneområdet". Storstadsområdet har omkring 5,7 miljoner invånare och själva stadsområdet drygt en miljon. Under 2012 blev Jingzhou en station på den nya Hankou - Yichang-järnvägen.

## Geografi
Jingzhous yta är 14 067 km². Området är till stora delar täckt av farbara sjöar och floder. Jingzhou ligger längs Yangtzes mellersta lopp mellan De tre ravinernas damm i väster, provinshuvudstaden Wuhan i öster, staden Jingmen i norr och provinsen Hunan i söder.

## Historia
Jingzhou är en mycket gammal knutpunkt för transport och handel. Spår av mänsklig bosättning är belagd sedan minst sex tusen år, från den neolitiska Daxikulturen. Den äldsta delen av Jingzhou ligger i det som idag är distriktet Jiangling. Staden med sitt läge längs Yangtzes mellersta lopp har alltid haft strategisk betydelse.
Den befästa delen av staden kallades Ying (郢) eller Yingdu (郢都) och var under 411 år huvudstad för 20 kungar i riket Chu under vår- och höstperioden (722-481 f. Kr) och de stridande staterna (482-221 f. Kr) fram till att staden 278 f.Kr. erövrades av feodalstate Qin vid Slaget vid Yan och Ying.
Under perioden de tre kungadömena byggde den berömde general Guan Yu om staden. Under perioden de sydliga och nordliga dynastierna var Jingzhou huvudstad i Hedi (Qi), Yuandi (Liang) och Jingdi (Liang). Under perioden De fem dynastierna och De tio rikena var Jingzhou huvudstad i Jingnan.

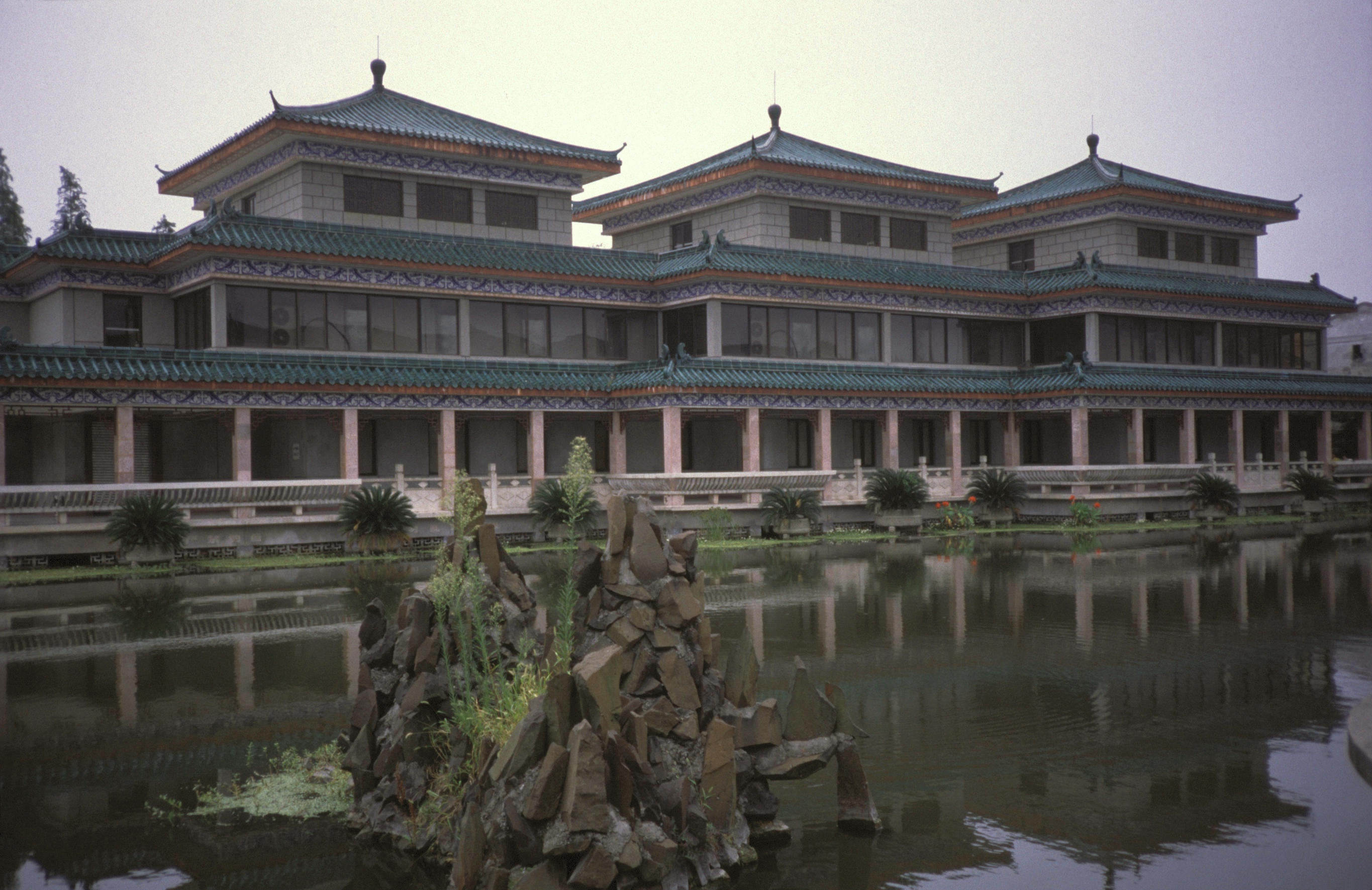
Museum

Runt år hundra före Kristus uppfanns det i regionen en ny metod att mumifiera mänskliga kvarlevor. Denna teknik tillät att kroppens smidighet bibehölls och att hår, hjärna och inälvor bevarades relativt väl. Den andra mumien av detta slag upptäcktes 1974 i närheten av Jingzhou och finns idag utställd på museet i Jingzhou (荆州博物馆，Jīngzhōu bówùguǎn). Den första mumien, som också hittades 1974, finns idag att beskåda på provinsmuseet i Changsha i Hunan. Sedan dess har ett antal mumier av samma slag hittats i Kina.

## Administrativ indelning
Storstaden Jingzhou är indelad i två stadsdistrikt, tre härad och tre städer på häradsnivå:
- Stadsdistriktet Shashi;
- Stadsdistriktet Jingzhou;
- Häradet Jiangling;
- Häradet Gong'an;
- Häradet Jianli;
- Staden Songzi;
- Staden Shishou;
- Staden Honghu.

## Klimat
Genomsnittlig årsnederbörd är 1 609 millimeter. Den regnigaste månaden är april, med i genomsnitt 233 mm nederbörd, och den torraste är december, med 33 mm nederbörd.